# Савельев, Виктор Константинович
Ви́ктор Константи́нович Саве́льев (1 [13] апреля 1810, Горбатов, Нижегородская губерния — 27 марта [8 апреля] 1882, Казань) — русский археолог и нумизмат, собравший значительную коллекцию монет.

## Биография
Родился 1 (13) апреля 1810 года в крайне бедной семье учителя рисования Горбатовского уездного училища. В семье было 18 человек детей и он был вынужден в 5-м классе оставить гимназию и в 13-летнем возрасте поступить на службу копиистом в Нижегородскую казённую палату. Оттуда он перешёл на должность письмоводителя в Нижегородскую гимназию.
С 1831 по 1845 год служил в канцелярии попечителя Казанского учебного округа М. Н. Мусина-Пушкина, который так полюбил Савельева за исполнительность и веселый нрав, что, будучи переведён в Петербург, взял его туда с собой.
Во время трёхлетнего пребывания в Петербурге Савельев познакомился и сблизился со многими нумизматами и археологами, в особенности со своим однофамильцем, известным ориенталистом П. С. Савельевым. Лишённый не только специально-археологического, но и общего образования, Виктор Савельев, благодаря природным дарованиям, достиг таких познаний в нумизматике, что сделался известен как русским, так и иностранным знатокам, и был избираем в члены постепенно возникавших русских археологических обществ в Петербурге, Москве и Казани.
С 1864 года до конца жизни занимал в Казанском университете последовательно должности экзекутора, секретаря правления и казначея. В 1869 году он был депутатом от Казанского университета на І-м русском археологическом съезде в Москве и принимал деятельное участие в занятиях IV археологического съезда, бывшего в Казани в 1877 году.
Скончался 27 марта (8 апреля) 1882 года в Казани.

## Характер
Савельев был таким страстным любителем нумизматики, что, несмотря на скудное жалованье, приобретал редкие монеты и составил прекрасную нумизматическую коллекцию. Природная веселость нрава Савельева выражалась в необыкновенной общительности и способности говорить рифмами. Эти свойства делали его весьма приятным собеседником и собирали вокруг него людей самых разнообразных слоев и возрастов.